# 黛敏郎
黛 敏郎（まゆずみ としろう、1929年〈昭和4年〉2月20日 - 1997年〈平成9年〉4月10日）は、日本の作曲家。戦後のクラシック音楽、現代音楽界を代表する音楽家の一人。東京藝術大学作曲科講師として後進の育成にもあたった。

## 来歴

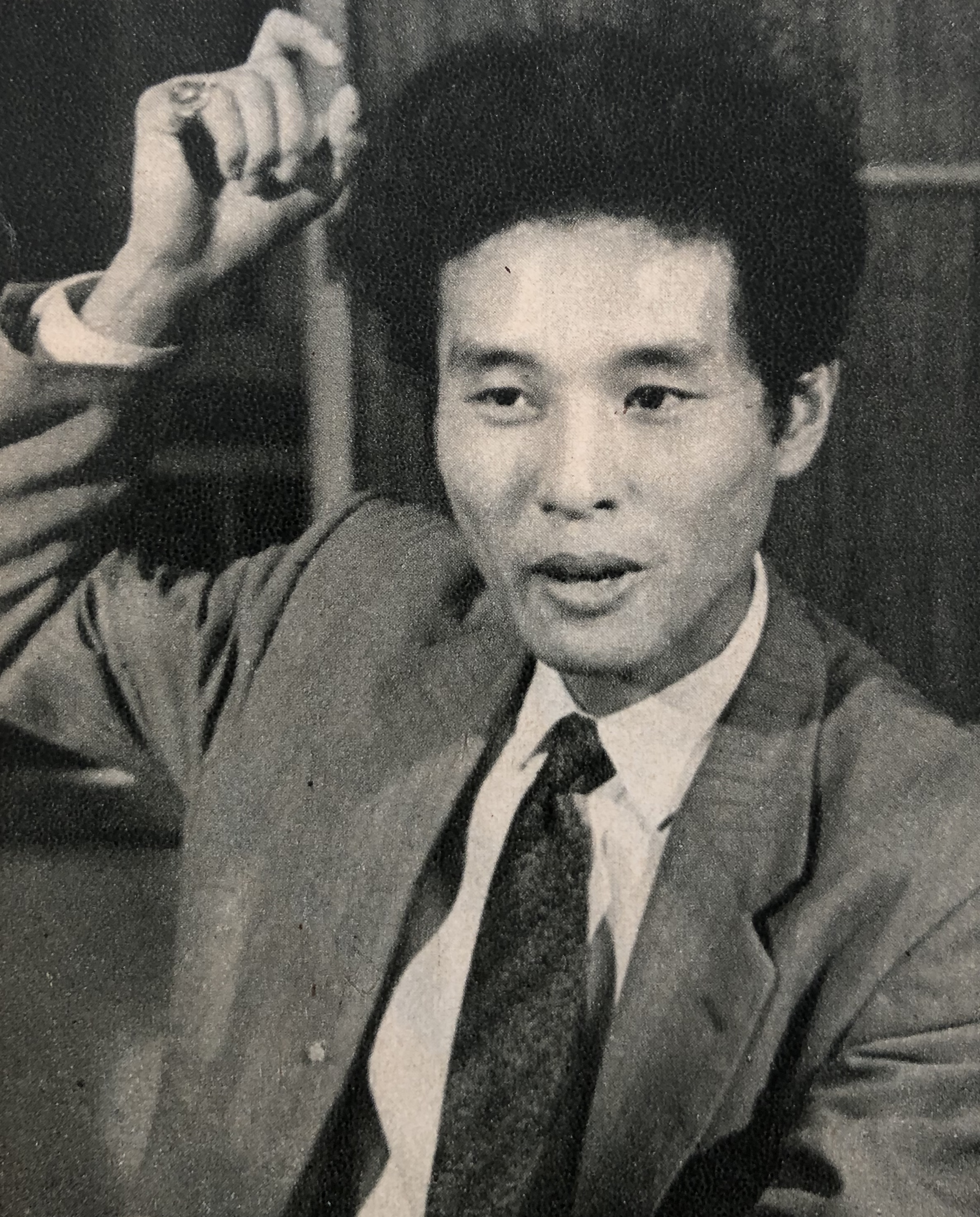
1954年

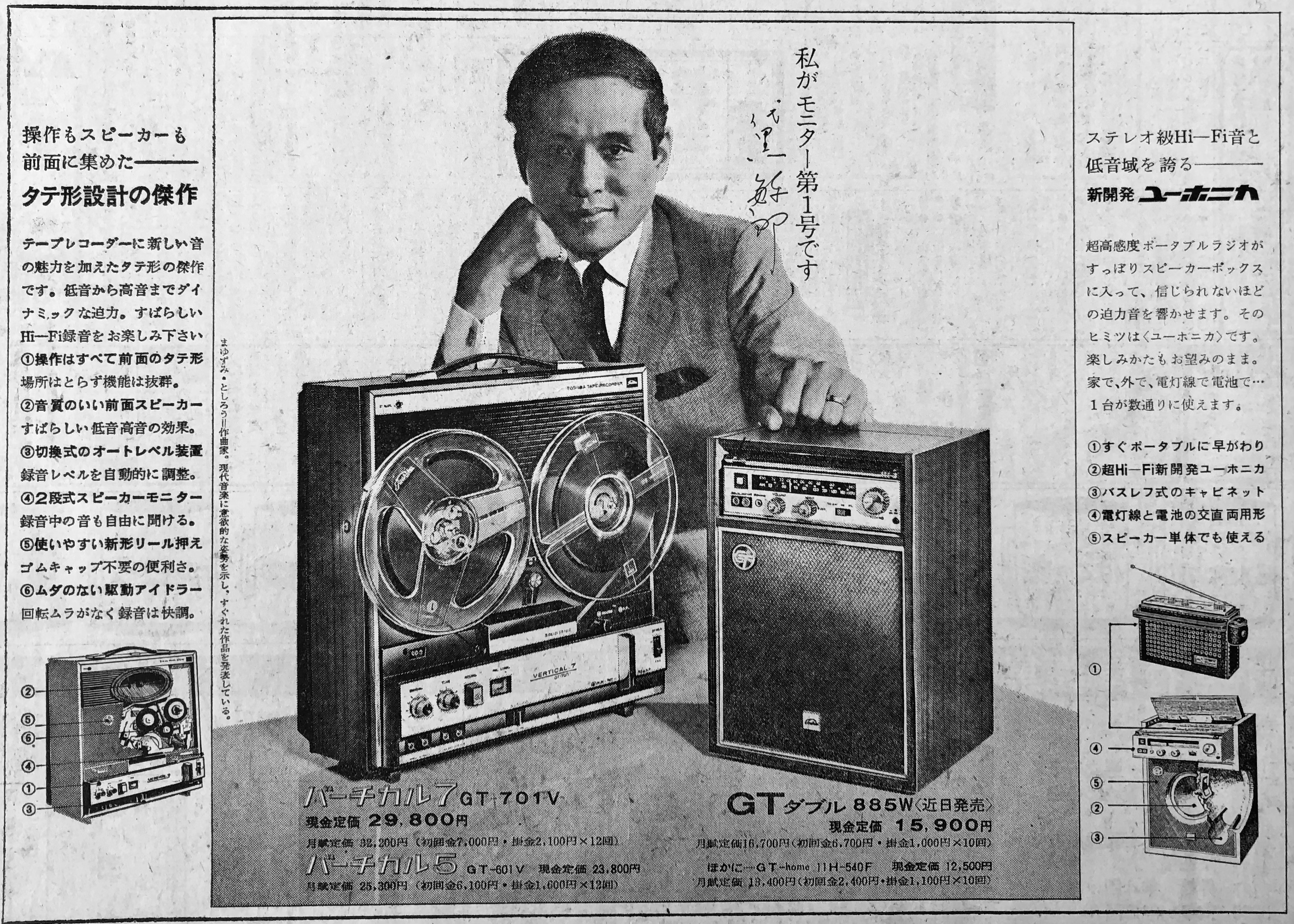
東芝の新聞広告（1967年）

神奈川県横浜市生まれ。旧制横浜第一中学校（現：神奈川県立希望ヶ丘高等学校）から1945年東京音楽学校（現東京藝術大学）に入学して、橋本國彦、池内友次郎、伊福部昭に師事した。在学中はブルーコーツ等のジャズバンドでピアニストとして活動した他、既に映画音楽も多く手がけている。1949年卒業、《ルンバ・ラプソディ》を作曲。《10楽器のためのディヴェルティメント》（各種管楽器を多用）が卒業作品として演奏され、教員の鈴木清三、中田一次、卒業生の千葉馨などが参加して録音もされた）。その後f研究科進学。1951年研究科卒業。同年最初の国産カラーフイルムによる総天然色映画『カルメン故郷に帰る』で、ブギ調での同名の主題歌作曲を担当する。同年、映画「帰郷」で毎日映画コンクール音楽賞を受賞。
同年8月、フランス政府受け入れの留学生として、音楽学校同級生の矢代秋雄、別宮貞雄と共にパリ国立高等音楽院に入学して、トニー・オーバンのクラスで学ぶが、教育内容への反発から、1年で退学し帰国した。1951年には《スフェノグラム》が国際現代音楽協会 (ISCM) 音楽祭に入選。1953年、芥川也寸志、團伊玖磨と共に「3人の会」を結成する。以後作曲家として活動を始める。
デビュー当初はドビュッシーやガーシュイン、ミヨー、ラヴェル、ストラヴィンスキーまたガムランなどの南方音楽やモダン・ジャズからの影響を受けていた。フランス留学後はミュジーク・コンクレート、電子音楽、ヴァレーズの音楽様式、ケージの偶然性の音楽やプリペアド・ピアノなど、最新の前衛音楽様式を次々と日本に紹介する存在となった。それらの西洋前衛音楽へのアプローチは、構造的な理論より音響への興味を優先させたものであった。なかでも電子音楽、ミュージック・コンクレートを、いち早く日本の音楽界に導入した。
映画音楽の一部では別名中川洋一（作詞者として）、六条隆（挿入歌の作曲者として）を使用している。
1954年、1月28日、ラジオドラマ《戦争と平和（広島）》（武田泰淳台本）ラジオ東京 (TBS) にて放送。
同年11月21日、放送劇《ボクシング》（三島由紀夫台本）文化放送にて放送。同作品で芸術祭奨励賞。
1955年、11月27日、同年創設されたばかりのNHK電子音楽スタジオで日本最初の電子音楽による習作、《素数の比系列による正弦波の音楽》、《素数の比系列による変調波の音楽》、《矩形波と鋸歯状波のインヴェンション》を製作発表。
1956年、4月、クラヴィオリンやミュージカル・ソウを大胆に使用した映画『赤線地帯』（監督溝口健二）について、映画評論家津村秀夫に『週刊朝日』誌上で「音楽の失敗がひびく」と酷評され反論し、論争になる（赤線地帯論争）。
4月23日から18日間、カンヌ映画祭に参加。4月24日に『青銅の基督』（音楽黛敏郎）が上映された。
6月3-10日、ストックホルムでISCMの第30回国際音楽祭“World Music Days"に入選した《エクトプラスム》の演奏に立会う。セッションズから賞賛される。
1957年、3月20日、音楽評論家・吉田秀和を所長に二十世紀音楽研究所を結成。
1958年2月、『気違い部落』（1957年）、『幕末太陽伝』（1957年）によって第12回毎日映画コンクール音楽賞受賞。
1958年4月2日、黛の代表作となった『涅槃交響曲』を「3人の会」にて初演した。鐘の音をNHK電子音楽スタジオで音響スペクトル解析した上、三分割して配置されたオーケストラと、男声合唱（声明を模し部分もあり）で再現した。自らが「カンパノロジー・エフェクト」と呼んだこのアイデアは、奇しくも過去フランスの現代音楽シーンの主流を占めたスペクトル楽派の一人ミュライユの管弦楽曲『ゴンドワナ』を約20年、そのスペクトル楽派の生みの親のジャチント・シェルシの管弦楽曲『Pfhat』を約16年先取りするものであった。
その後、黛はこのカンパノロジー・エフェクトをテープ音楽などでいくつか試みたが、その関心は次第に音響的なアプローチではなく、それら音響の源泉となった「東洋・日本的な」素材・歴史・伝統・思想へ拡がっていった。
現代音楽などクラシック関係以外の音楽では『赤線地帯』『豚と軍艦』『天地創造』『黒部の太陽』など、多くの映画音楽を手がけた他、日本テレビの『NNNニュース』のテーマ曲などを作曲している。また、同じく日本テレビのスポーツ番組のテーマ曲である『スポーツ行進曲』（別名『NTVスポーツのテーマ』）は、日本でも珍しいオーケストラ用行進曲の名作である。その他にも関東UHF局の『朝日フラッシュニュース』のオープニングテーマソングである『朝日ニューストップタイトルのための音楽』や仏教諸宗派のためにカンタータなどの作曲を手掛けるなど、現代の音楽の作曲家としても活動した。
1964年、同年放送開始のクラシック音楽番組『題名のない音楽会』の司会を務めた。
1965年、3月、映画『東京オリンピック』（音楽監督：黛敏郎）。映画『天地創造』の音楽作曲のためにローマ滞在。3月に依頼の電話が入り、何度か打ち合わせにローマへ。4月、5月中旬から8月。9月に10日ほど帰国。10月7日から黛作曲部分の録音が開始、11月末まで作曲と録音が続いた。
5月15日、『君も出世ができる』で第12回アジア映画祭音楽部門賞受賞。5月28日、《打楽器協奏曲》をローマにて完成。同曲は7月11日アメリカで初演。
1967年2月16日、《BUGAKU》が第15回尾高賞受賞。
4月10日、映画『天地創造』でアカデミー作曲賞（第39回）にノミネート。それに先立つ2月15日には、ゴールデングローブ賞 作曲賞（第24回）にノミネート。
1968年、『題名のない音楽会』と『NNNワイドニュース』の司会に対して、第5回ギャラクシー賞を受賞。
1970年、日本万国博覧会のテーマ館サブプロデューサーを含め、パビリオンの音楽、お祭り広場の音楽、開会、閉会式の音楽他を担当した。
1978年、邦画のサントラの第一集として東宝レコードより『黛敏郎の世界』を発売。大ヒットとなる。
1982年4月22日、オラトリオ「日蓮聖人」初演。10月18日、サントリー作曲家の個展「黛敏郎」で《涅槃交響曲》と演奏会形式でのオペラ《金閣寺》日本初演。
1983年5月4日、阿含宗委嘱による《大佛讃歌》初演。
1986年4月16日、バレエ《The KABUKI》初演。同作品はパリ･オペラ座、ミラノ･スカラ座、ウィーン国立歌劇場、ベルリン国立歌劇場、ボリショイ劇場、マリインスキー劇場等海外の劇場でも喝采を受け、世界中で150回以上の上演回数、22万人が鑑賞している。
1991年、3月8日、舞台形式によるオペラ《金閣寺》日本初演。
1993年7月16日、オペラ《古事記》完成。7月31日、バレエ《M》初演。
1996年2月20日、武満徹の葬儀の際には、『MI・YO・TA』のメロディを何度も繰り返し歌った。この曲は、武満がかつて黛の下で映画音楽のアシスタントをしていたとき書いたものであった。しかし、映画音楽に使われることはなく、メロディは黛の記憶にしまわれていた。その後、谷川俊太郎が詞をつけ、出来上がったのが『MI・YO・TA』である。
題名のない音楽会の収録中に体調不良を起こし、即日入院。1997年4月10日、肺を原発巣とする転移性肝腫瘍による肝不全のため入院中の神奈川県川崎市内の総合新川橋病院で死去、68歳没。墓所は、神奈川県にある曹洞宗大本山總持寺の境内墓地。戒名は「威徳院優嶽叡敏居士」。5月末に「日本を守る国民会議」と「日本を守る会」が合同して結成された日本会議の初代会長に就任予定だった。
1997年11月27日、29日 大阪音楽大学の「ザ・カレッジ・オペラハウス」でオペラ『金閣寺』上演。黛敏郎の追悼公演となった。
1998年7月2日、「黛敏郎追悼演奏会」で『シンフォニック・ムード』『トーン・プレロマス55』『呪（しゅ）』『涅槃交響曲』を演奏。岩城宏之指揮、東京混声合唱団、東京交響楽団。同年8月31日、未完絶筆作品『パッサカリア』初演（完成部分まで、演奏時間4分、続けて2度上演）。岩城宏之指揮、オーケストラ・アンサンブル金沢第67回定期公演。

## 人物

### 政治活動
- 1958年、石原慎太郎、江藤淳、大江健三郎、谷川俊太郎、寺山修司、永六輔、福田善之ら若手文化人らと「若い日本の会」を結成。翌年から本格化する安保改定反対運動に参加した[注 2]。
- 1975年の東京都知事選挙では、石原慎太郎の選挙母体「新しい東京をつくる都民の会」の代表を務めた[12]。
- 1970年代前後[注 3]に転向。当時の楽壇では珍しく保守派文化人となり、1970年代後半に結成され論憲・改憲を提唱する「日本を守る国民会議」議長を務めた。だが、この頃から純音楽の創作は曲の歌劇（『金閣寺』と『古事記』）などを除き極端に減り、後期の作品は生活のために書いた上記の宗教音楽や実用音楽などが主となった。これを「このような保守的政治運動のために左派色が強い楽壇からは事実上排斥された」ためと説明する論考もある。
- 1977年夏、保守派の活動を通じ親交があった中川一郎（当時自民党国民運動本部長）の要請を受けて、新たに創設された党友組織自由社会を守る国民会議（自由国民会議）の初代代表に就任し終身務めた。
- 1979年2月24日、国際勝共連合と自民党の国防関係国会議員が中心となり、「スパイ防止法制定促進国民会議」が設立された[13][14][15][16]。呼びかけ人は木内信胤、朝比奈宗源、宇野精一、郷司浩平、宝井馬琴、三輪知雄の6人[13]。サンケイ会館で設立発起人総会が開かれ、黛は発起人に名を連ねた[注 4]。
- 死去してから約ひと月後の1997年5月30日、「日本を守る会」と「日本を守る国民会議」を統合して「日本会議」が設立された[17]。黛は同団体の初代会長に就任予定だった。

### その他
- 元女優の桂木洋子は妻。演出家の黛りんたろうは長男。長男の嫁は平淑恵。弟に朝日新聞学芸部編集委員だった黛哲郎がいる。
- 作曲家にありがちなことであるが、専門の教育を受けていないにもかかわらず自作の指揮をすることがしばしばあった。代表的な録音に「立山」がある。一方で、黛が指揮をする際は盟友の岩城宏之が常にハラハラしていたという。
- ベルリン・ドイツ・オペラ支配人のルドルフ・ゼルナーが日本を舞台にしたオペラを制作したいと提案。これを仲介した吉田秀和が黛を紹介したことから、『金閣寺』が作曲されることとなった。

## 作品一覧

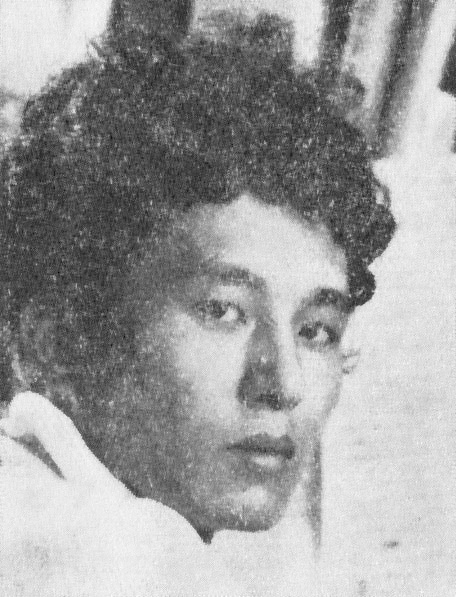
20代の黛（詳細な撮影時期は不明。人物テンプレートの当時とは別の時に撮影されたもの）

### オペラ
- 金閣寺（1976年）- 三島由紀夫の小説「金閣寺」による。 ベルリン・ドイツ・オペラの委嘱によるドイツ語オペラ。
- 古事記（1996年）- リンツ州立劇場の委嘱によるドイツ語オペラ。
- 美濃子（1964年・未完）- 三島由紀夫の書き下ろし台本による（日生劇場のこけら落としのために小澤征爾指揮で初演予定だった）

### バレエ音楽
- 舞踊音楽「思い出」（1951年）
- 思い出を売る男（1953年）- 加藤道夫の戯曲「思い出を売る男」によるシャンソンバレエ。
- 未来のイヴ（1955年）- 武満徹との共作。
- BUGAKU (舞楽)（1962年）- 第15回尾高賞受賞作品。
- ジャン・アルプに寄せる（1964年）
- バレエ・オリンピックス（1965年）管楽合奏による
- ザ・カブキ（1986年）- オーケストレーションは鈴木行一、南聡ら門下がアシスタントをした[注 5]。主題は忠臣蔵に基づく
- M（1993年）

### 管弦楽
- セレナード・ファンタスティック（1946年・未完）- フルート、ピアノ、弦楽のための作品。
- ルンバ・ラプソディ（1948年）- 恩師の伊福部昭（2006年死去）の晩年にあたる2004年に、伊福部の自宅から黛の楽譜が発見され、蘇演された。
- シンフォニック・ムード（1950年）- 原題は交響的気分「スフィンクス」
- 饗宴（1954年）
- エクトプラスム（1954年）1956年ISCM国際音楽祭入選作。
- フォノロジー・サンフォニック（1957年）
- カンパノロジー（1957年）- 涅槃交響曲の第1楽章。
- 涅槃交響曲（1958年）- 第7回尾高賞受賞作品。
- 曼荼羅交響曲（1960年）
- 越後獅子（1960年）
- 交響詩「輪廻」（1962年）
- エッセイ・イン・ソノリティ（1963年）
- 弦楽オーケストラのためのエッセイ（1963年）
- 音楽の誕生（1964年）
- 管弦楽のための「呪」（1967年）
- 交響詩「立山」（1971年）
- こどものためのダイス・ファンタジー（1971年）
- 無窮動（1988年）
- 9人の門弟が贈る<伊福部昭のモチーフによる讃>よりHommage a A.I（1988年）
- 21世紀へのラプソディ（1991年）
- パッサカリア（1997年/絶筆・未完）

### 協奏曲
- 木琴小協奏曲（1965年） - 木琴奏者の平岡養一の委嘱作品。
- G線上のアリア（1978年）ヴァイオリンとオーケストラのための
- カプリチオ（1988年）ヴァイオリンと弦楽合奏のための

### 吹奏楽・管楽合奏
- トーンプレロマス55（Tonepleromas 55, 1955年）
- 彫刻の音楽（Music with Sculpture, 1961年）
- テクスチュア（Texture, for wind orchestra, 1962年）
- 花火（Fireworks, 1963年）
- 礼拝序曲（Ritual overture, 1965年）女声合唱、管楽合奏のための　トーンプレロマス55の改作。
- 打楽器とウィンドオーケストラの為の協奏曲（Concerto for Percussion and Wind Orchestra, 1965年）
- 行進曲「黎明」（1981年）- 防衛大学校のために作曲された行進曲。
- 行進曲「祖国」（1981年）- 陸上自衛隊中央音楽隊の創隊30周年のために書き下ろされた楽曲。
- 栄誉礼冠譜～祖国～ (1986年）- 政府関係者、自衛隊の高官、訪日した外国要人への儀礼用に作曲。
- オール・デウーヴル （1947/1998年）長生淳による吹奏楽編曲版。

### 室内楽・器楽
- ヴァイオリンとピアノのためのソナタ（1946年）
- 10楽器のためのディベルティメント（1948年）東京音楽学校本科の卒業作品。
- スフェノグラム -7つの楽器のための（1950年）1951年ISCM国際音楽祭入選作。
- 六重奏曲（1955年）
- 七人の奏者によるミクロコスモス（1957年）
- プリペアド・ピアノと弦楽のための小品（1957年）
- 阿吽 -3つ和楽器のための（1957年）
- BUNRAKU(文楽) チェロ独奏のための（1960年）
- 弦楽四重奏のためのプレリュード（1961年）
- メタムジカ サックス、ヴァイオリン、ピアノのための（1961年）
- ROKUDAN(六段) ハープ独奏のための（1989年）

### 邦楽器
- 阿吽 - 3つ和楽器のための（1957年）
- 昭和天平楽 - 雅楽のための（1970年）- 国立劇場の委嘱。詳細は現代雅楽を参照。
- 沼津太鼓 - 和太鼓合奏のための（1974年）

### ピアノ曲
- 12の前奏曲（1945-46年）
- ポエジー（1946年）
- オール・デウーヴル（1947年）- ドラム伴奏を伴う
- バレエ「かぐや姫」のスケッチ（1950）- 石の花瓶の踊り、金の枝の踊り、鳳凰の踊り
- 映画「天地創造」のテーマ（1965年）
- マルチ・ピアノによるカンパノロジー（1967年）- 電子変調を施したピアノ曲

- 12の前奏曲（1945-46年）
- オール・デウーヴル（1947年）ドラム伴奏を伴う
- バレエ「かぐや姫」のスケッチ（1950年）石の花瓶の踊り、金の枝の踊り、鳳凰の踊り
- 映画「天地創造」のテーマ（1965年）
- マルチ・ピアノによるカンパノロジー（1967年）電子変調を施したピアノ曲

### テープ音楽
- ミュージックコンクレートのための作品X・Y・Z（1953年）
- 3つの電子音楽作品（1955年・NHK電子音楽スタジオでの制作）
  - 素数の比系列による正弦波の音楽
  - 素数の比系列による変調波の音楽
  - 矩形波と鋸歯状波のインヴェンション
- 七のヴァリエーション（1956年）諸井誠との共作
- 理髪師の衒学的欲望とフットボールの食慾の相関関係（1957年）- 三島由紀夫の詩を伴う。
- 葵の上（1957年）（湯浅譲二の同名のテープ音楽とは別の作品）
- オリンピック・カンパノロジー（1964年東京オリンピックの開会式で上演された電子音楽）
- テープのための3つの讃（1965年）
- マルチ・ピアノによるカンパノロジー（1967年）
- 電子音響と声によるマンダラ（1969年）

### カンタータ・オラトリオ他
- カンタータ「祝婚歌」（1959年）[注 6]
- オラトリオ「宇曽利」（1959年）
- カンタータ「悔過」（1963年）
- 万葉集による交声曲「杜」（1968年）
- 日本賛歌（1972年）
- 交声曲「慈母観音讃歌」（1975年）
- カンタータ「般若心経」（1976年）[注 7]
- カンタータ「只管打坐」（1980年）
- オラトリオ「日蓮聖人」（1981年）
- カンタータ「憲法はなぜ改正されなければならないか」（1981年）
- 大佛讃歌（1983年）
- カンタータ「佛舎利宝珠尊和讃」（1987年）
- オラトリオ「世界の祈り」（1991年）
- オラトリオ「京都1200年 伝統と創生」（1994年）

### 合唱曲
- 天台声明による始段唄・散華（1959年）
- 明日香村甘橿万葉歌碑の歌（1967年）

### 歌曲
- エレジー（1948年）- ソプラノとピアノのための

### テーマ音楽
- 「スポーツ行進曲」- 日本テレビ・スポーツのテーマ（1953年）
- 朝日新聞ニューストップタイトルのための音楽（1953年）- 日本テレビでの「朝日TVニュース」開始に併せてそのオープニングテーマソングとして使われたもの
- 新宿小田急百貨店の時報音楽（1968年）[注 8]
- 東海道新幹線車内のオルゴールチャイム（1968 - 72年に使用）[注 9]
- EXPO'70 太陽の塔内・生命の樹テーマ曲「生命の讃歌」（1970年）
- 「NNNニュースのテーマ」- 日本テレビ系列ニュース番組のために書かれた、全編3分ほどの曲[注 10]（1973年）
- 阿含の星まつり・前奏曲（1986年）- オーケストラと法螺貝による[注 11]

### ラジオドラマ
- 戦争と平和（ラジオ東京、武田泰淳監台本、1954年）
- ボクシング（文化放送、三島由紀夫台本、1954年）

### ミュージカル
- 可愛い女（大阪労音、安部公房台本、1959年）
- 君にも金儲けが出来る（東宝劇場、菊田一夫台本、1962年）
- ブロードウェイから来た13人の踊り子（東宝劇場、菊田一夫台本、1963年）

### 映画音楽
- 花のおもかげ（松竹大船、家城巳代治監督、1950年）- 田代与志と共に担当。
- 帰郷（松竹、中村登監督、1950年）- 吉沢博と共に担当。
- カルメン故郷に帰る（松竹大船、木下惠介監督、1951年）- 木下忠司と共に担当。主題歌の作曲のみ担当。
- 我が家は楽し（松竹大船、中村登監督、1951年）
- 純白の夜（松竹、大庭秀雄監督、1951年）
- 足にさわった女（東宝、市川崑監督、1952年）
- カルメン純情す（松竹大船、木下惠介監督、1952年）
- 夏子の冒険（松竹大船、中村登監督、1953年）
- プーサン（東宝、市川崑監督、1953年）- 出演もしている。
- 青色革命（東宝、市川崑監督、1953年）
- 天晴れ一番手柄 青春銭形平次（東宝、市川崑監督、1953年）
- 真実一路（松竹、川島雄三監督、1954年）
- 噂の女（大映、溝口健二監督）、1954年）
- 潮騒（東宝、谷口千吉監督、1954年）
- 女の一生（松竹大船、中村登監督、1955年）
- 青春怪談（日活、市川崑監督、1955年）
- 青銅の基督（松竹、渋谷実監督、1955年）
- 修禅寺物語（松竹、中村登監督、1955年）
- 赤線地帯（大映、溝口健二監督、1956年）
- 顔（松竹、大曽根辰夫監督、1957年）
- 幕末太陽傳（日活、川島雄三監督、1957年）
- 美徳のよろめき（日活、中平康監督、1957年）
- 気違い部落（松竹大船、渋谷実監督、1957年）
- 張込み（松竹、野村芳太郎監督、1958年）
- 日日の背信（松竹、中村登監督、1958年）
- 盗まれた欲情（日活、今村昌平監督、1958年）
- 西銀座前（日活、今村昌平監督、1958年）
- 炎上（大映、市川崑監督、1958年）
- 裸の大将（東宝、堀川弘通監督、1958年）
- 続 夫婦百景（日活、井上梅次監督、1958年）
- 悪女の季節（松竹大船、渋谷実監督、1958年）
- 不道徳教育講座（日活、西河克己監督、1959年）
- 野獣死すべし（東宝、須川栄三監督、1959年）
- にあんちゃん（日活、今村昌平監督、1959年）
- お早よう（松竹大船、小津安二郎監督、1959年）
- 女が階段を上る時（東宝、成瀬巳喜男監督、1960年）
- いとはにほへと（松竹大船、中村登監督、1960年）
- 豚と軍艦（日活、今村昌平監督、1961年）
- 好人好日（松竹、渋谷実監督、1961年）
- あいつと私（日活、中平康監督、1961年）
- アラブの嵐（1961年、日活）
- 小早川家の秋（東宝、小津安二郎監督、1961年）
- 黒蜥蜴（大映、井上梅次監督、1962年）
- キューポラのある街（日活、浦山桐郎監督、1962年）
- 硝子のジョニー 野獣のように見えて（日活、蔵原惟繕監督、1962年）
- 金門島にかける橋（日活、1962年）
- 憎いあンちくしょう（日活、蔵原惟繕監督、1962年）
- 泥だらけの純情（日活、中平康監督、1963年）
- にっぽん実話時代（東宝、福田純監督、1963年）
- みれん（東宝、千葉泰樹監督、1963年）
- 武士道残酷物語（東映京都、今井正監督、1963年）
- 競輪上人行状記（日活、西村昭五郎監督、1963年）
- 残菊物語（松竹、大庭秀雄監督、1963年）
- にっぽん昆虫記（日活、今村昌平監督、1963年）
- 非行少女 （日活、浦山桐郎監督、1963年）
- 猟人日記（日活、中平康監督、1964年）
- 君も出世ができる（東宝、須川栄三監督、1964年）
- 赤い殺意（日活、今村昌平監督、1964年）
- 悪の紋章（宝塚映画、堀川弘通監督、1964年）
- 月曜日のユカ（日活、中平康監督、1964年）
- 仇討（東映、今井正監督、1964年）
- 執炎（日活、蔵原惟繕監督、1964年）
- 大根と人参（松竹、渋谷実監督、1965年）
- 城取り（日活、舛田利雄監督、1965年）
- 東京オリンピック（東京オリンピック映画協会、市川崑監督、1965年）
- 天地創造（アメリカ・イタリア、ジョン・ヒューストン監督、1966年）
- 「エロ事師たち」より 人類学入門（日活、今村昌平監督、1966年）
- 愛と死の記録（日活、蔵原惟繕監督、1966年）
- 私、違っているかしら（日活、松尾昭典監督、1966年）
- 沈丁花（1966年、東宝)
- 愛の渇き（日活、蔵原惟繕監督、1967年）
- 禁じられた情事の森（アメリカ映画 ワーナー・ブラザース＝セヴン・アーツ、ジョン・ヒューストン監督、1967年）
- 非行少年 陽の出の叫び（日活、藤田繁矢監督、1968年）
- 黒部の太陽（日活、熊井啓監督、1968年）
- 神々の深き欲望（日活、今村昌平監督、1968年）
- 栄光への5000キロ（松竹、蔵原惟繕監督、1969年）
- 私が棄てた女（日活、浦山桐郎監督、1969年）
- 富士山頂（東宝、村野鐵太郎監督、1970年）
- 日本の首領（東映、中島貞夫監督、1977年）
- 徳川一族の崩壊（東映、山下耕作監督、1980年）
- 序の舞（東映、中島貞夫監督、1984年）
- 大病人（東宝、伊丹十三監督、1993年）本編BGMは本多俊之だが、劇中で「カンタータ般若心経」が全曲演奏されている
- メフィストの誘い（KUZUI、マノエル・ド・オリヴェイラ監督、1995年[18]）本編BGMとして「弦楽四重奏のための前奏曲」が使われている（ストラヴィンスキーやグバイドゥーリナなどとともに使用）[19]。

### 校歌・団体歌
- 北海道苫小牧南高等学校（1978年）[校歌・団体歌 1]
- 新潟産業大学
- 福島県立富岡高等学校川内校
- 大阪府立金岡高等学校（1974年頃）
- 滋賀県立彦根南高等学校（滋賀県立彦根翔西館高等学校に統合。現在は黛敏郎の校歌は使用されていない模様）
- 東大阪市立上四条小学校
- 東大阪市立玉美小学校[校歌・団体歌 2]
- 埼玉県立志木高等学校
- 新島学園中学校・高等学校[校歌・団体歌 3]（1959年）
- 八千代市立村上東中学校[校歌・団体歌 4]（1976年頃）
- 千葉県東金市 東金市民歌（行進曲）[校歌・団体歌 5]（1984年）
- 聖徳学園想園歌「青春の風は胸に鳴る」[校歌・団体歌 6]
- 横浜隼人高等学校
- 横浜市立東中田小学校[校歌・団体歌 7]
- 神奈川県立横浜明倫高等学校（現・横浜清風高等学校）[校歌・団体歌 8]
- 牧之原市立相良小学校[校歌・団体歌 9]
- 名古屋市立上社中学校[校歌・団体歌 10]
- 福井工業大学附属福井中学校[校歌・団体歌 11]
- 滋賀県立伊吹高等学校[校歌・団体歌 12]
- 徳島文理大学
- 嘉穂町立宮野小学校（嘉麻市立嘉穂小学校に統合）
- 持田製薬 - 「世界企業へ躍進の歌」
- ヤオハン - 「われらのヤオハン」
- 集英社 - 「集英社・社歌」（1972年）[校歌・団体歌 13]
- 北沢バルブ - 社歌「空に海に」（1979年）
- 総合新川橋病院（川崎市） - 「新川橋病院の歌」[校歌・団体歌 14]
- 臨済宗南禅寺 - 宗歌

## 著作
- 『私の茶道入門 これぞ芸術の極み』（光文社カッパ・ホームズ、1976年）
- 『題名のない音楽会』（角川書店、1977年／角川文庫、1981年）
- 『日本のこころ』筥崎宮〈筥崎宮文化叢書〉、1979年10月20日。NDLJP:12210691。ブックレット
- 『題名のない独白』サンケイ出版、1984年9月10日。NDLJP:12240587。「正論」での連載コラム

### 共著など
- 『現代音楽に関する3人の意見』（團伊玖磨、芥川也寸志と共著、中央公論社、1959年）
- 『“君が代”はなぜ歌われない 黛敏郎の対談』浪曼、1974年9月30日。NDLJP:12241366。編集担当は宮崎正弘
- 岡倉天心 『茶の本 現代語で読む』（訳・解説、三笠書房、1983年）。オンデマンド版2003年
- 『日本国新憲法制定宣言』（徳間書店、1994年）

## 出演

### テレビ
- 題名のない音楽会（1964年8月 - 1997年3月）
- NNNワイドニュース（1967年頃）

### CM
- ネッスル日本（現・ネスレ日本）「ネスカフェ・ゴールドブレンド」（1971年）[20]
- 東洋工業（現・マツダ）「ルーチェ」（1977年 - 1980年）
- サントリー「メルツェンビール」（1978年 - 1979年）
- カネボウ（現・カネボウ化粧品）企業広告（1979年、「レディ'80 募集篇」）
- 日本警備保障（現・セコム）「マイアラーム」（1981年 - 1982年）
- 神戸風月堂「ゴーフル」（1983年、関西ローカル）
- JCB「JCBカード」（1984年）
- ローランド「ローランドピアノ・デジタル」（1990年、岩城宏之と共演）

## 役職
- 永久芸術顧問（東京シティ・フィルハーモニック管弦楽団）
- 日本作曲家協議会会長
- 日本音楽著作権協会会長
- 東京藝術大学講師
- 茶道「裏千家淡交会」顧問、評議員
- 横浜放送映画専門学院（現・日本映画大学）講師

## 演じた俳優
- 谷原章介 -「女の一代記」

## 作曲門下
（生年順）
- 伊部晴美（1933年 -1996年）
- 松下功（1951年 -2018年）
- 松岡俊克（1952年 - ）
- 四反田素幸（1952年 - ）
- 高橋裕（1953年 - ）
- 鈴木行一（1954年 - 2010年）
- 南聡（1955年 - ）
- 木下牧子（1956年 - ）
- 天沼裕子（1956年 - ）
- 鶴田睦夫（1956年 - ）
- 佐橋俊彦（1959年 - ）
- 中川善裕（1959年 - ）
- 千住明（1960年 - ）
- 山内雅弘（1960年 - ）
- 大澤徹訓（1962年 - ）
- 土田英介（1963年 - ）
- 岩代太郎（1965年 - ）
- 佐々木冬彦（1965年 - ）
- 芙苑晶（1969年 - ）
- TAROかまやつ（1970年 - ）
- 小倉啓介
- 城谷正博